# Castello di Ivano
Castello di Ivano ist eine Burg oberhalb von Ivano-Fracena, einer Fraktion der Gemeinde Castel Ivano im Trentino.

## Geschichte
Der älteste Teil der Burg bildet der langobardische Bergfried, der im Kern auf das Ende des 6. Jahrhunderts datiert wird. 1027 gelangte das Gebiet unter die Gerichtsbarkeit der Venezianer. Die erste urkundliche Erwähnung von Ivano stammt aus dem Jahr 1187. Der Name leitet sich von dem ortsadeligen Geschlecht der Herren von Ivano ab, welches zu Beginn des 14. Jahrhunderts im Mannesstamm erloschen ist. Später ging die Burg an die Herren von Castelnuovo über. Als erster Besitzer aus dieser Familie erscheint Biagio von Castelnuovo, dessen Sohn Antonio erhielt neben Ivano auch die Gerichte von Grigno und Tesino. Auf Grund der Teilnahme der Familie an einem Aufstand gegen Francesco von Carrara wurde Ivano den Castelnuovo entzogen. 1363 bestellte man Ottobono von Lignano zum Hauptmann und Richter von Ivano. Die Castelnuovo wurden erneut in ihre alte Rechte und Güter eingesetzt, bis Schloss und Gericht 1412 Herzog Friedrich IV. eroberte. In Folge ließ der Tiroler Landesfürst die Herrschaft durch einen Schlosshauptmann verwalten.
1452/57 übertrug Herzog Sigismund der Münzreiche die Pflege des Gerichts seinem Hofmeister Jakob II. Trapp, bis 1487 das Valsugana von den Venezianern zurückerobert wurde. Nachdem die Trapp auf ihre Ansprüche verzichteten, setzte Herzog Sigismund, Leopold von Trautmannsdorf als Statthalter in Ivano ein. 1496 verpfändete Kaiser Maximilian I. Schloss und Gericht an Michael von Wolkenstein-Rodenegg, dessen Nachkommen es bis 1682 besaßen. Als Hauptmann der Herren von Wolkenstein-Rodenegg fungierte zeitweise Martin von Boymont-Payrsberg († 1551). Dessen Sohn Jakob von Boymont-Payrsberg wurde auf Castel Ivano geboren. Nach mehreren Besitzerwechseln durch landesfürstliche Hauptleute, veräußerte Erzherzog Ferdinand Karl von Österreich-Tirol Ivano als Pfandgericht an Gaudenz Fortunat von Wolkenstein-Trostburg. 1750 gab Kaiserin Maria Theresia den Wolkenstein-Trostburg den Besitz zum ewigen Lehen. Letzter aus der Linie war Conte Pio von Wolkenstein-Trostburg, der in den 1830er Jahren in Trient starb. Erbe war der nächste männliche Agnat. 1901 ging die Burg in das Eigentum der Gutsverwalterfamilie Staudacher über, die Ivano noch heute bewohnt. Castel Ivano, das heute teilweise für kulturelle Veranstaltungen genutzt wird, kann nach Voranmeldung besichtigt werden.